# 斎藤亜美
斎藤 亜美（さいとう あみ、1995年3月22日 - ）は、日本の女優、タレント。愛称はアリス。
東京都出身。たむらプロ所属。
姉が1人いる。

## 略歴
2004年10月にヒューマンアカデミーと先駆舎が共同で開催した「ヒトisコンテンツ」プロジェクトの第一弾「GO!ハリウッドプロジェクト」オーディションに参加し、準グランプリに選出される。これにより、同2社が同年12月に開校したスターアカデミーなどでのレッスンに参加することになる。また、先駆舎所属タレント、モデルとしての活動も開始する。
この時期（9歳の時に）『英語でしゃべらナイト』に出演した。
小学校6年生のとき、2006年春から約1年間、キッズステーション『よゐこのKIDSぱらだいす!』のメンバーを務める。同じころ複数のモデルの仕事を行っており、雑誌以外では子供向け写真シール機のプリント例などがある。
「GO!ハリウッドプロジェクト」は1年半ほどで廃止になり、その後、先駆舎のタレントリストから削除された。
2010年末よりたむらプロ所属になる。
2011年12月から2018年4月まで、Eテレ『Rの法則』の2期メンバーとしてレギュラー出演していた。
2012年にスイーツ検定ベーシックの試験を受け、スイーツコンシェルジュの資格を得、史上最年少合格者となった。
2016年5月、ミスiD2017にエントリーし、選考委員個人賞の中の「佐久間宣行賞」を受賞した。ミスiDのプロフィールでは、身長が149cmになっている。
大学では、古典を中心とした文学を専攻し、中学校教諭一種免許・高等学校教諭一種免許・司書教諭資格を取得した。
2018年3月3日、自身初となるファンイベント「あみパ」を開催。
2020年7月1日、会員制ファンサイトである、「Salon d’ Amipa -斎藤亜美オンラインサロン-」を開設。

## 出演

### テレビドラマ
- 水曜ミステリー9 銀座高級クラブママ青山みゆき3（2008年、テレビ東京）- 幼少期の泉ママ 役
- 3年B組金八先生 ファイナルSP（2011年3月27日、TBS） - 森嶋ありす 役
- 全開ガール 第1話（2011年、フジテレビ）
- ビターシュガー 第1話（2011年、NHK総合） - 映画「夏空の恋唄」の劇中に登場する女子高生 役
- 仮面ライダーウィザード 第42話（2013年、テレビ朝日） - かおり 役
- ラズベリーガール（2013年9月28日、TOKYO MX） - 今和泉ほのか 役
- クリスマスドラマ 天使とジャンプ（2013年、NHK総合）
- 相棒12 元日スペシャル（2014年、テレビ朝日） - 北村真紀 役
- ブラック・プレジデント 第4話（2014年、フジテレビ） - 女子大生 役
- ごめんね青春!（2014年、TBS）
- 恋仲（2015年、フジテレビ）
- かりあげクン（2023年1月7日 - 3月25日、BS松竹東急） - 杉山有紀 役

### バラエティ
- よゐこのKIDSぱらだいす!（2006 - 2007年・2013年3月、キッズステーション）[12]
- 高校野球ダイジェスト（2011年、テレビ埼玉）
- Rの法則（2011年 - 2018年、NHK教育） - 第2期R'sメンバー。R'sナンバー000026
- こだわりナビ（2017年4月 - 、テレビ朝日） - レギュラー

### 映画
- Give and Go（2010年） - 真里 役
- 死にゆく妻との旅路（2011年）
- L・DK（2014年）
- キリング・カリキュラム 人狼処刑ゲーム序章（2015年）

### 舞台
- それゆけ!遠山一家（2012年1月） - みちる 役
- アリスインプロジェクト「パラダイスロスト」（2012年2月）[13] - 小野塚シホ 役
- 清水の次郎長（2012年3月）
- アリスインプロジェクト「時空警察ヴェッカーχ 彷徨のエトランゼ」（2012年6月20日 - 24日、六行会ホール）[14] - 時空刑事レピス / 宇佐木ミコト 役
- アリスインプロジェクト「アリスインデッドリースクールオルタナティブ」（2013年3月）[15] - 辻井水貴 役
- ラズベリーガール（2013年9月19日 - 23日、中野ザ・ポケット） - 今和泉ほのか 役
- アリスインプロジェクト「時空警察ヴェッカー改・ノエルサンドレ」（2014年4月23日 - 27日、下北沢・小劇場B1） - 宇佐木ミコト（時空刑事レピス） 役
- ハイパープロジェクション演劇「ハイキュー!!」 - 谷地仁花 役
  - 「ハイキュー!!」“進化の夏”（2017年9月8日 - 10月29日、TOKYO DOME CITY HALL 他）
  - 「ハイキュー!!」“はじまりの巨人”（2018年4月28日 - 6月8日、日本青年館ホール 他）
  - 「ハイキュー!!」“最強の場所（チーム）”（2018年10月20日 - 12月16日、TOKYO DOME CITY HALL 他）
- 魔法先生ネギま！ 〜お子ちゃま先生は修行中！〜（2018年7月12日 - 16日、AiiA 2.5 Theater Tokyo） - アルベール・カモミール 役[16]
- Otona Project第二十二弾 演劇ユニット【爆走おとな小学生】第八回全校集会『舞台版「魔法少女（？）マジカルジャシリカ」☆第壱磁マジカル大戦☆』（2019年3月13日 - 3月17日、シアターサンモール） - 黒幕の女 役
- 堀江貴文主演「湘南美容クリニック」presents ミュージカル「クリスマスキャロル2019」（2019年12月11日 - 15日、東京・東京キネマ倶楽部、2019年12月24日 - 25日、大阪・味園ユニバース） - ベティ 役

### 雑誌
- 小学六年生（2006年、小学館）

### スチール
- ティンカーベル、grafia カタログ（2006年）
- バンダイナムコゲームス、たまごっちとたまツーショット（2006年）

### CM
- 伊藤園、天然ミネラル麦茶
- ラウンドワン
- ハウス食品、とんがりコーン

### その他
- ミスiD2017 佐久間宣行賞
- Game Deets×さいとうあみゲーム配信
- ナイツクロニクル公式 ニコニコ生放送
- ニコニコ超会議2017 ネットマーブル ナイツクロニクルステージ